# Вацдін
Вацдін (ос. Уацдин, Свята Віра) або ж Ацаґ-дін (ос. Æцæг Дін, Справжня Віра) — осетинська віра, заснована на етнічній міфології.
В основу вацдіну увійшли нартський епос і осетинський аґдау (Æгъдау), які сформували етику, традиції, культуру, звичаї, а також свідомість і світосприйняття послідовників віри.
У вірі є «Великий Творець», якого осетини називають «Стыр Хуыцау». За переказами, посередником між людьми і «Хуыцау» є Вастирджи, покровитель воїнів і чоловіків. Також існують і інші божества (дзуари), поряд із покровителями (бардуаґі), духами (дауаґі) і ангелами (зеди).
Згідно з останніми дослідженнями, в Північній Осетії  послідовниками цієї конфесії є 29 % від усього населення (серед якого тільки 65 % є осетинами). Крім цього, є осетини, які сповідують віру своїх предків і за межами осетинської автономії, зокрема в самопроголошеній Південній Осетії, інших регіонах Грузії, в деяких регіонах Росії та в Україні. Загальна чисельність прихильників традиційної осетинської віри становить не менше 50 %.
Прихильники вацдіну часто називають себе «ацата».